# Benetton Rugby Treviso 2019-2020

## Pro14 2019-20

### Stagione regolare
| Incontro                    | Risultato |
| --------------------------- | --------- |
| Benetton — Leinster         | 27-32     |
| Connacht — Benetton         | 41-5      |
| Ospreys — Benetton          | 24-20     |
| Benetton — Southern Kings   | 36-30     |
| Benetton — Edimburgo        | 18-16     |
| Scarlets — Benetton         | 20-17     |
| Benetton — Cardiff Rugby    | 28-31     |
| Zebre — Benetton            | 8-13      |
| Benetton — Zebre            | 36-25     |
| Benetton — Glasgow Warriors | 19-38     |
| Dragons — Benetton          | 25-37     |
| Cardiff Rugby — Benetton    | 34-24     |
| Benetton — Ulster           | 0-0       |
| Benetton — Munster          | N.D.      |
| Munster — Benetton          | N.D.      |
| Edimburgo — Benetton        | N.D.      |
| Benetton — Connacht         | N.D.      |
| Benetton — Scarlets         | N.D.      |
| Southern Kings — Benetton   | N.D.      |
| Cheetahs — Benetton         | N.D.      |
| Benetton — Zebre            | N.D.      |

### Derby aggiuntivi
| Incontro         | Risultato |
| ---------------- | --------- |
| Benetton — Zebre | 13-17     |
| Zebre — Benetton | 9-16      |

#### Risultati della stagione regolare -conferenceB
| Posizione | G  | V | N | P | PF  | PS  | DP  | B  | Pt |
| --------- | -- | - | - | - | --- | --- | --- | -- | -- |
| 5ª        | 15 | 6 | 1 | 8 | 309 | 350 | -41 | 10 | 36 |

## European Rugby Champions Cup 2019-20

### Fase a gironi
| Incontro               | Andata | Ritorno |
| ---------------------- | ------ | ------- |
| Leinster — Benetton    | 33-19  | 18-0    |
| Benetton — Northampton | 32-35  | 20-33   |
| Lione — Benetton       | 28-0   | 22-25   |

#### Risultati della fase a gironi - girone 1
| Posizione | G | V | N | P | PF | PS  | DP  | B | Pt |
| --------- | - | - | - | - | -- | --- | --- | - | -- |
| 4ª        | 6 | 1 | 0 | 5 | 96 | 169 | -73 | 2 | 6  |